# Evert Fornäs
Evert Fornäs, född 1924 i Hull, död 2011, var en svensk skulptör. Evert Fornäs var autodidakt som konstnär, han arbetade på 60-talet som lärare vid Lunnevads folkhögskola i Östergötland, där han undervisade i konst, keramik och rakubränning. 
Fornäs  var från 1970 bosatt i Heinge utanför Lövestad. 
Fornäsparken i Lövestad invigdes 2010, där finns ett tiotal av Fornäs verk.

## Offentliga verk
- Sjöfartsverket och Kriminalvårdstyrelsen, Norrköping
- Kryddgårdsskolan, Malmö
- Björnkällarskolan, Linköping
- Dagcenter i Löddeköpinge
- Minneslund i Norrköping
- Nya Torget i Staffanstorp
- Fyra skulpturer i Ystad

## Galleri

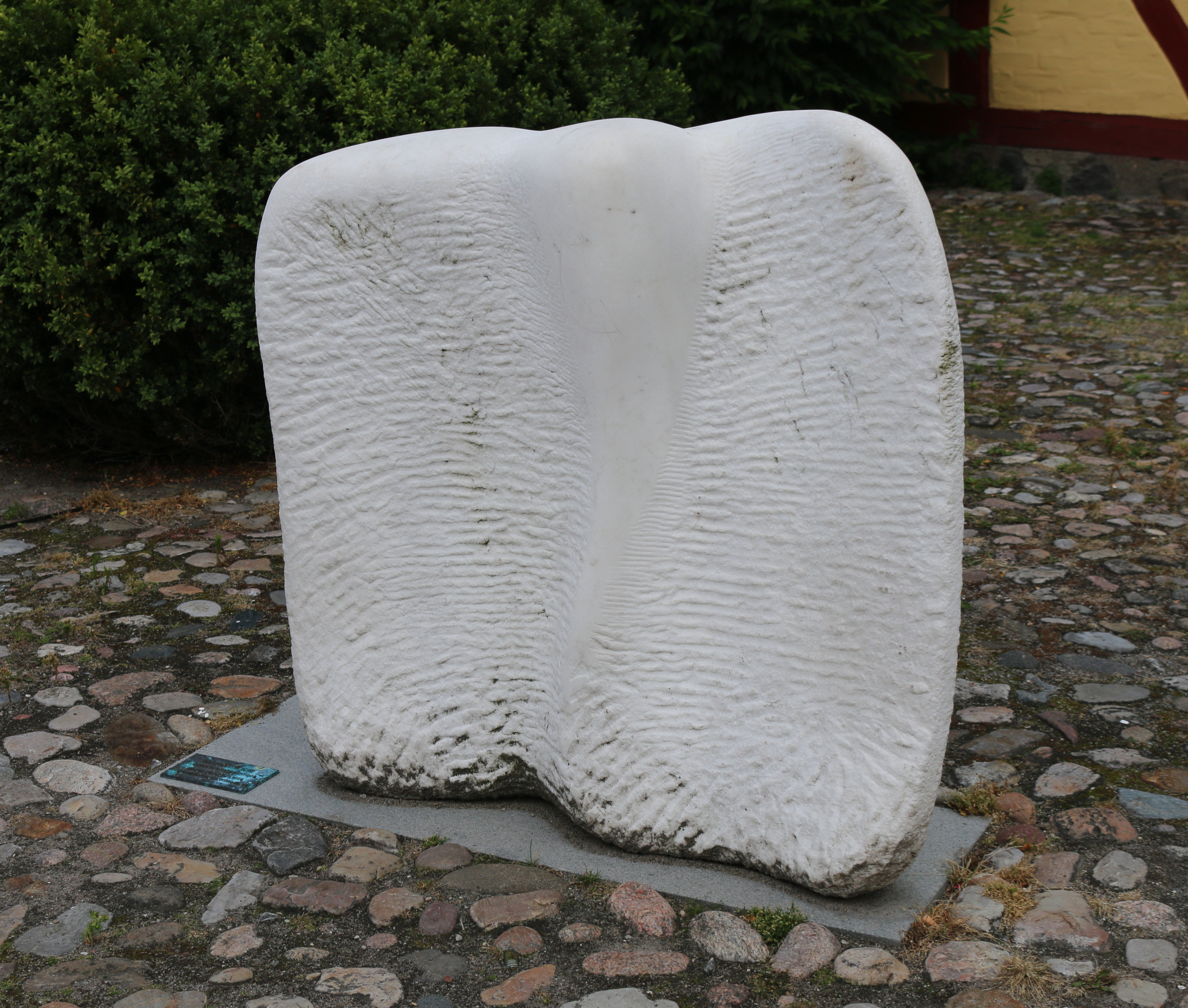
Skyddande, i Ystad.
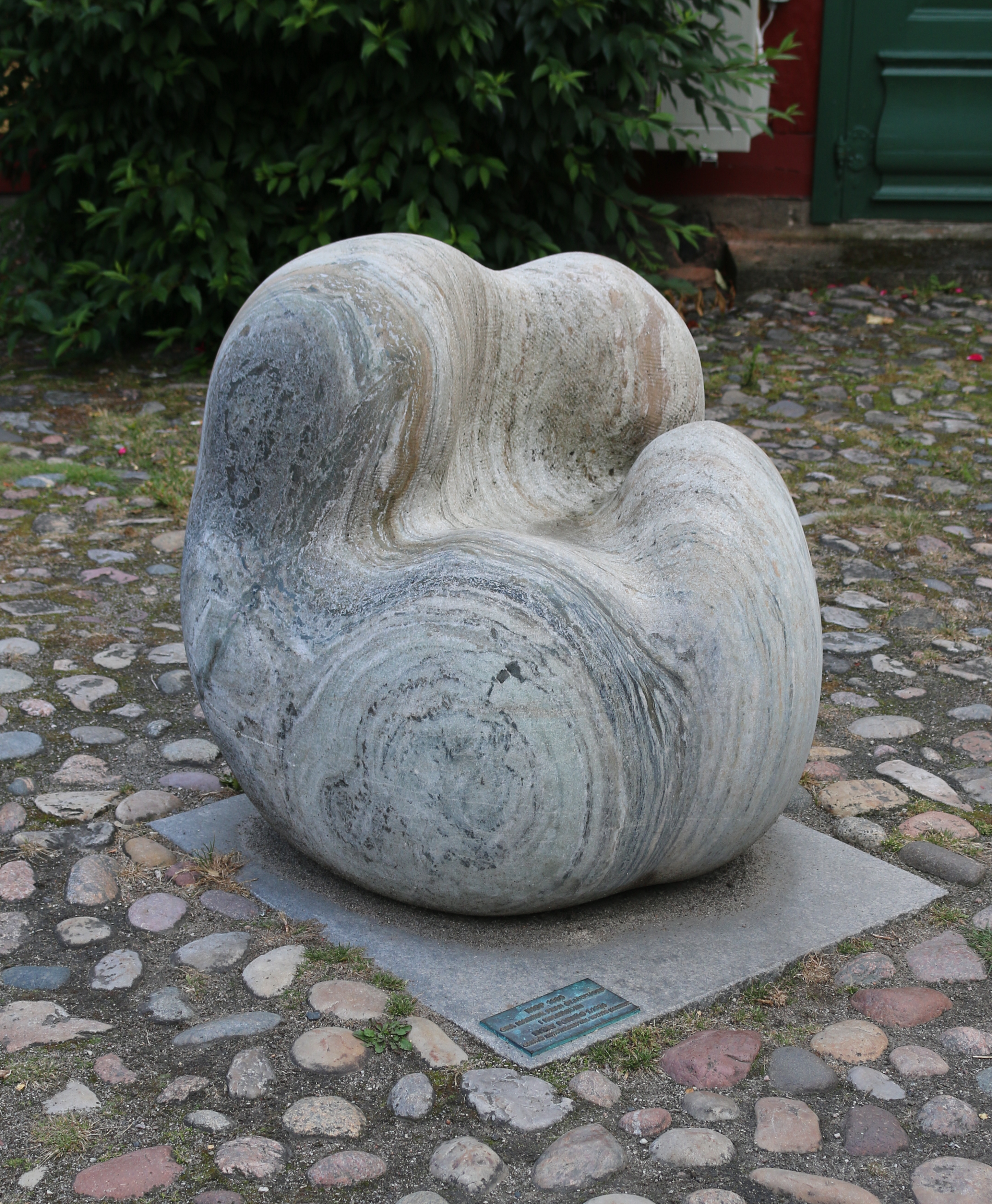
Ihop, i Ystad.
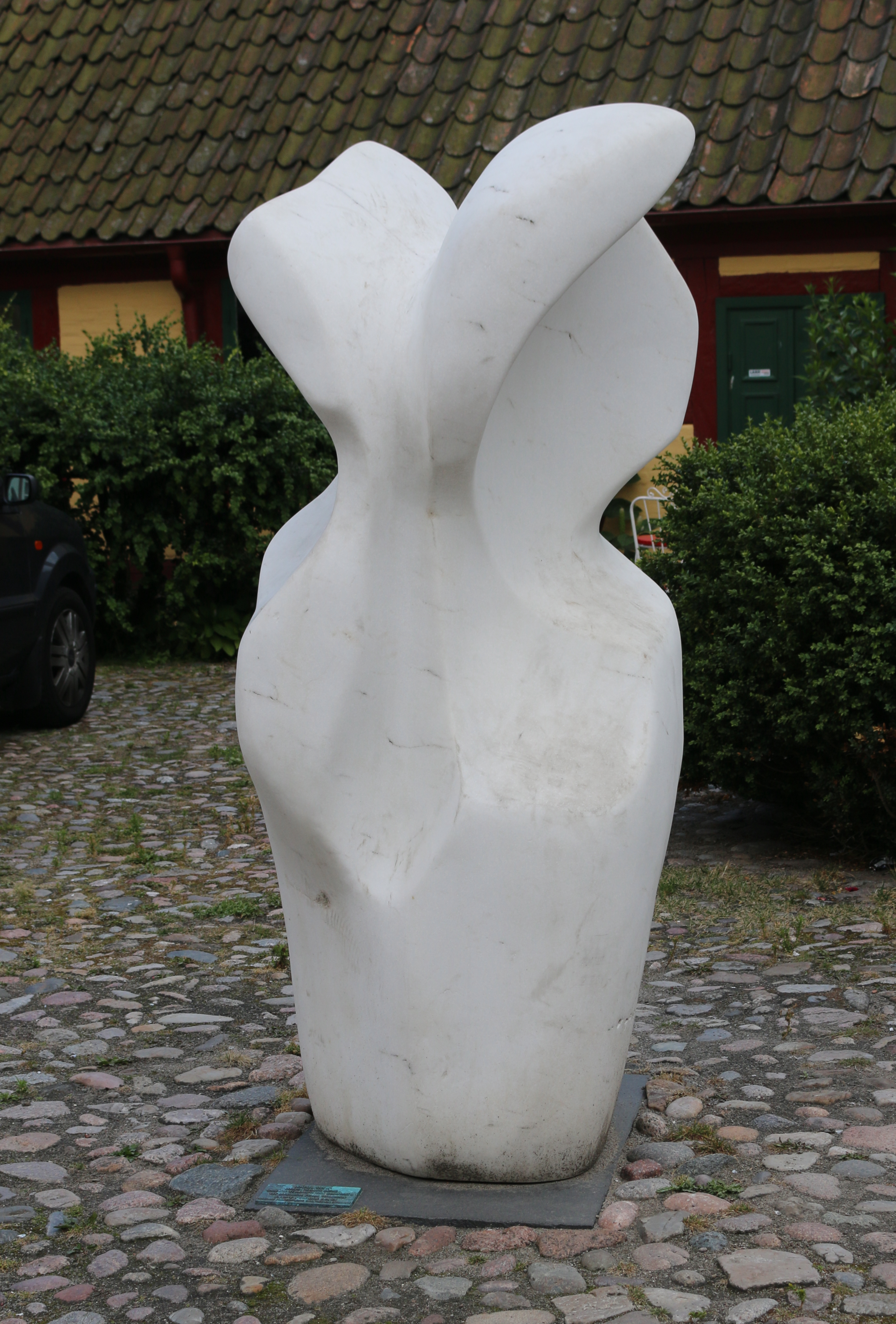
Nära, i Ystad.